# Carlos de Nassau-Usingen

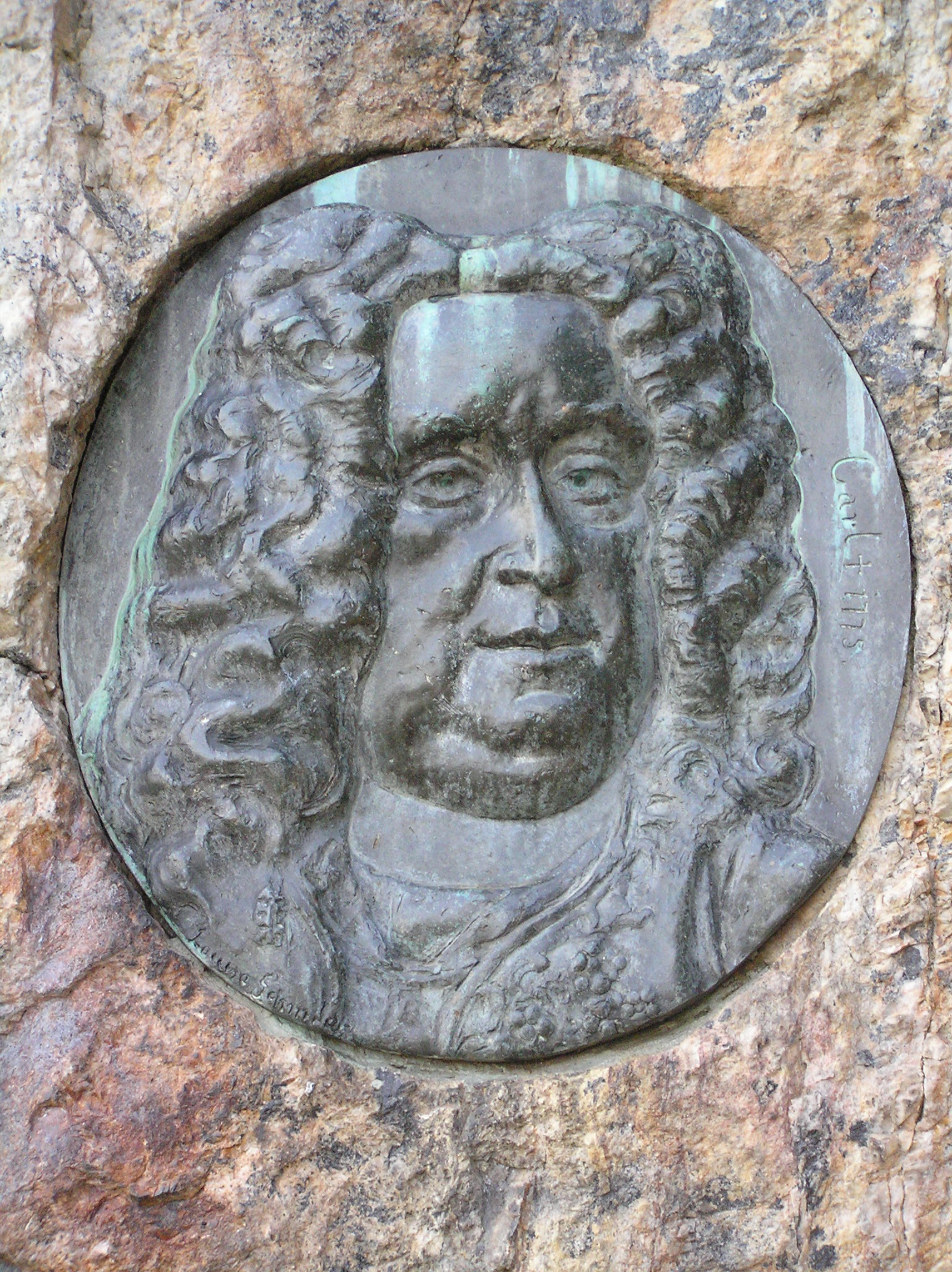
Memorial de Carlos en el Parque del Castillo de Usingen.

El príncipe Carlos de Nassau-Usingen (31 de diciembre de 1712, Usingen-21 de junio de 1775, Biebrich) fue desde 1718 hasta 1775 príncipe de Nassau-Usingen.

## Familia
Carlos era el hijo de Guillermo Enrique de Nassau-Usingen y la Condesa Carlota Amalia de Nassau-Dillenburg.
Su padre murió en 1718, cuando él todavía era menor de edad. Su madre actuó como regente de parte de Carlos y su hermano pequeño Guillermo Enrique II. En 1728, heredó los condados de Nassau-Ottweiler, Nassau-Idstein y Nassau-Saarbrücken de su primo segundo Federico Luis. Estos condados fueron entonces añadidos a su condado de Nassau-Usingen.
En 1734, fue declarado adulto por el emperador Carlos VI. En 1735, él y Guillermo Enrique II se dividieron la herencia. Carlos se reservó Usingen, Idstein, Wiesbaden y Lahr; Guillermo Enrique II recibió Nassau-Saarbrücken y algunos otros territorios más pequeños. Entonces trasladó su residencia de Usingen en el Taunus al Palacio de Biebrich (Schloss Biebrich) en Biebrich y continuó las políticas progresistas de su madre.
Carlos murió en 1775 y fue sucedido por su hijo Carlos Guillermo.

## Matrimonio e hijos
El 26 de diciembre de 1734 Carlos contrajo matrimonio con la Duquesa Cristina Guillermina de Sajonia-Eisenach (1711-1740), una hija del Duque Juan Guillermo III. Esta unión produjo cuatro hijos:
- Carlos Guillermo (1735-1803), Príncipe de Nassau-Usingen
- Cristina (1736-1741)
- Federico Augusto (1738-1816), Príncipe de Nassau-Usingen (1803-1806) y Duque de (todo) Nassau (1815-1816)
- Juan Adolfo (1740-1793), general prusiano

Por segunda vez, contrajo matrimonio morganático con Magdalene Gross de Wiesbaden (nacida en 1712). Esta unión también produjo cuatro hijos:
- Felipa Catalina de Biebrich (Idstein, 17 de mayo de 1744 - 17 de julio de 1798), desposó en Biebrich en junio de 1773 al Barón Karl Friedrich von Kruse (1738-1806)
- Carlos Felipe de Biebrich, Conde de Weilnau (25 de marzo de 1746 - 15 de agosto de 1789, Wiesbaden). El Pacto de la Familia Nassau fue ejecutado en 1783, pero no fue invitado para ser signatario por causa del matrimonio morganático de sus padres.
- Sofía Cristina (20 de junio de 1750 - 16 de noviembre de 1750)
- Guillermo Enrique (15 de febrero de 1755 - 6 de abril de 1755)